# Легкі крейсери типу «Нептун»
Легкі крейсери типу «Нептун» (англ. Neptune-class cruiser) — проєкт класу військових кораблів, легких крейсерів, якими планувалося забезпечити потребу Королівського військово-морського флоту у крейсерах наприкінці Другої світової війни. За пропозиціями конструкторів кораблі цього типу планувалося зробити більшими за інші типу легких крейсерів і озброїти 12-ма 152-мм корабельними гарматами QF 6-inch Mark N5. Роботи тривали до кінця війни, але у зв'язку із завершенням воєнних дій проєкт було згорнуто до початку реалізації.